# Port morski Hel
Port morski Hel – cywilny port morski nad Morzem Bałtyckim, w południowej części Mierzei Helskiej, położony w woj. pomorskim, w powiecie puckim, w Helu. Port stanowi bazę dla floty rybackiej i żeglugi turystycznej. Znajduje się tutaj przystań rybacka, jachtowa, pasażerska, a także morskie przejście graniczne, przez które odbywa się ruch osobowy i towarowy. Obsługuje je placówka Straży Granicznej z Władysławowa. 
W pobliskim porcie wojennym Hel cumuje morski statek ratowniczy typu SAR 3000 „Sztorm” należący do Służby SAR. 
Zarejestrowana flota kutrowa w Helu w 2006 roku obejmowała 12 jednostek pływających, których łączna pojemność brutto wynosiła 1400.

## Położenie
Port Hel (przy współrzędnych 54°36′N 18°48′E/54,600000 18,800000) jest położony w południowej części Mierzei Helskiej, przy zachodniej stronie cypla mierzei, przy wschodnim wybrzeżu Zatoki Puckiej. Port cywilny znajduje się w południowo-zachodniej części układu miejskiego, na południe od portu wojennego Hel oraz fokarium. Na wschód od portu w środkowej części cypla mierzei znajduje się Latarnia Morska Hel.

## Warunki nawigacyjne

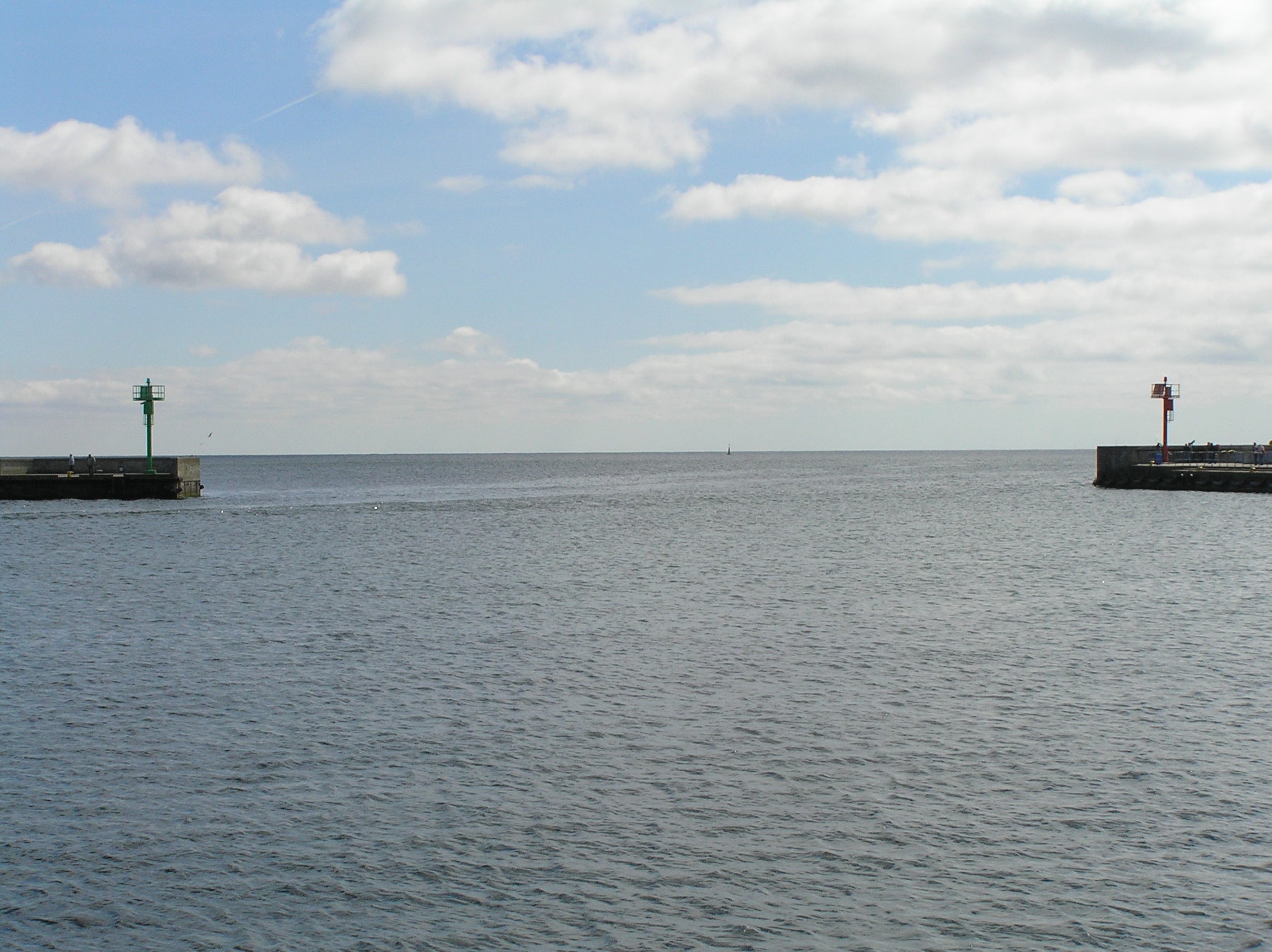
Główki wejściowe

Do portu Hel mogą wchodzić statki, których długość nie przekracza 80 m i zanurzenie 6,0 m przy średnim stanie poziomu wody w porcie.
Na torze podejściowym i w porcie statki są obowiązane poruszać się z bezpieczną prędkością, nie większą niż 5 węzłów. Dla statków o długości większej niż 50 m pilotaż jest obowiązkowy. 
Do portu prowadzi tor wodny o głębokości technicznej 7,0 m, szerokości w dnie 60 m i długości 0,37 km do prawej główki wejściowej. 
Przystań jachtowa posiada 35 stanowisk dla jednostek sportowych i turystycznych o zanurzeniu maksymalnym 4,5 m.
Ruchem statków kieruje Bosmanat Portu Hel podległy pod Kapitanat Portu Hel. 

## Infrastruktura
| Pirs/nabrzeże          | Długość ścianki cumowniczej [m] | Długość [m] |
| ---------------------- | ------------------------------- | ----------- |
| pirs Rybacki           | 200                             | 100         |
| pirs Kaszubski         | 184                             | 92          |
| pirs Wewnętrzny        | 270                             | 135         |
| nabrzeże Wyładunkowe   | 240                             | 240         |
| nabrzeże Wyposażeniowe | 146                             | 146         |
| nabrzeże Remontowe     | 128                             | 128         |

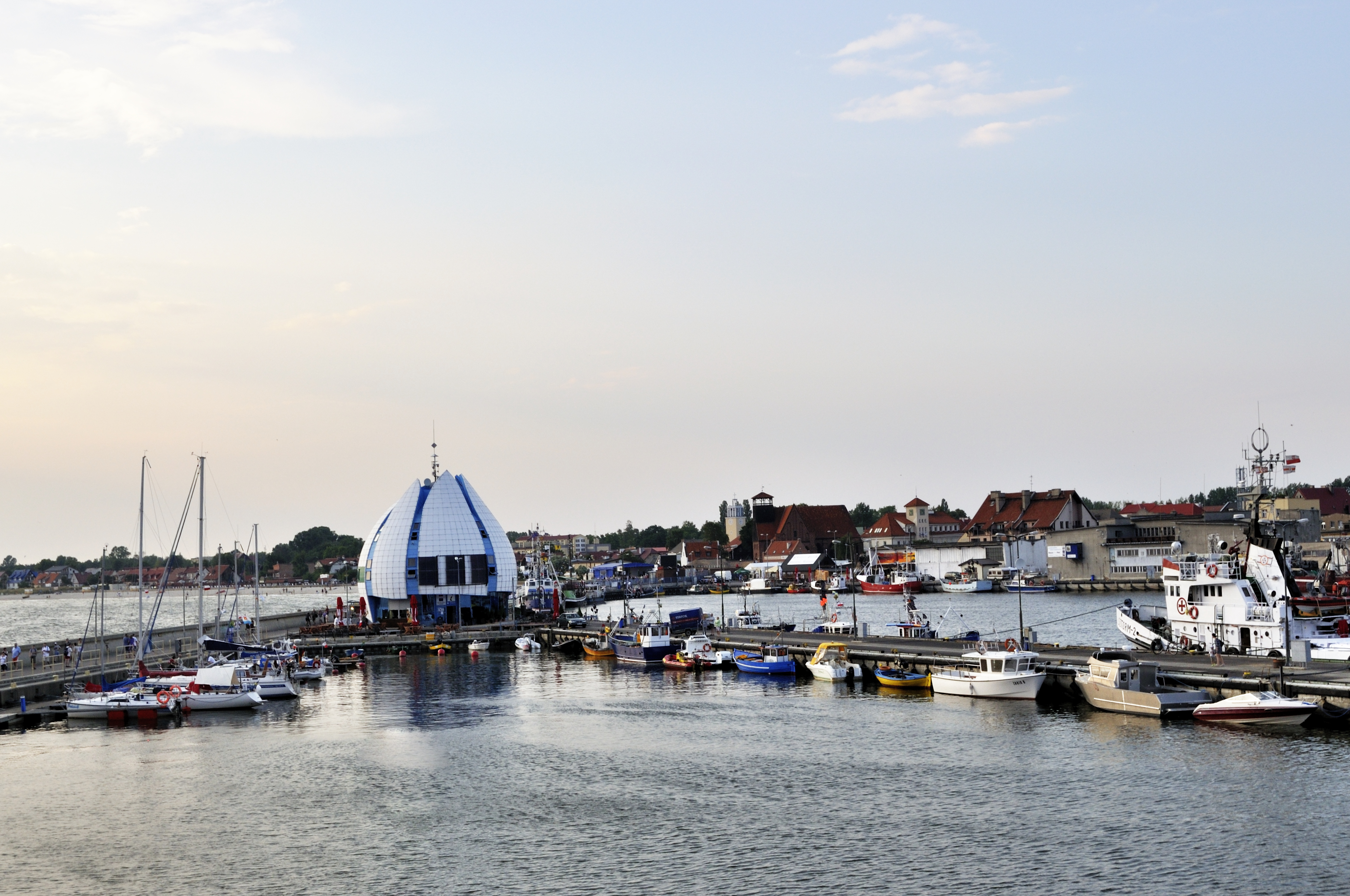
Przystań

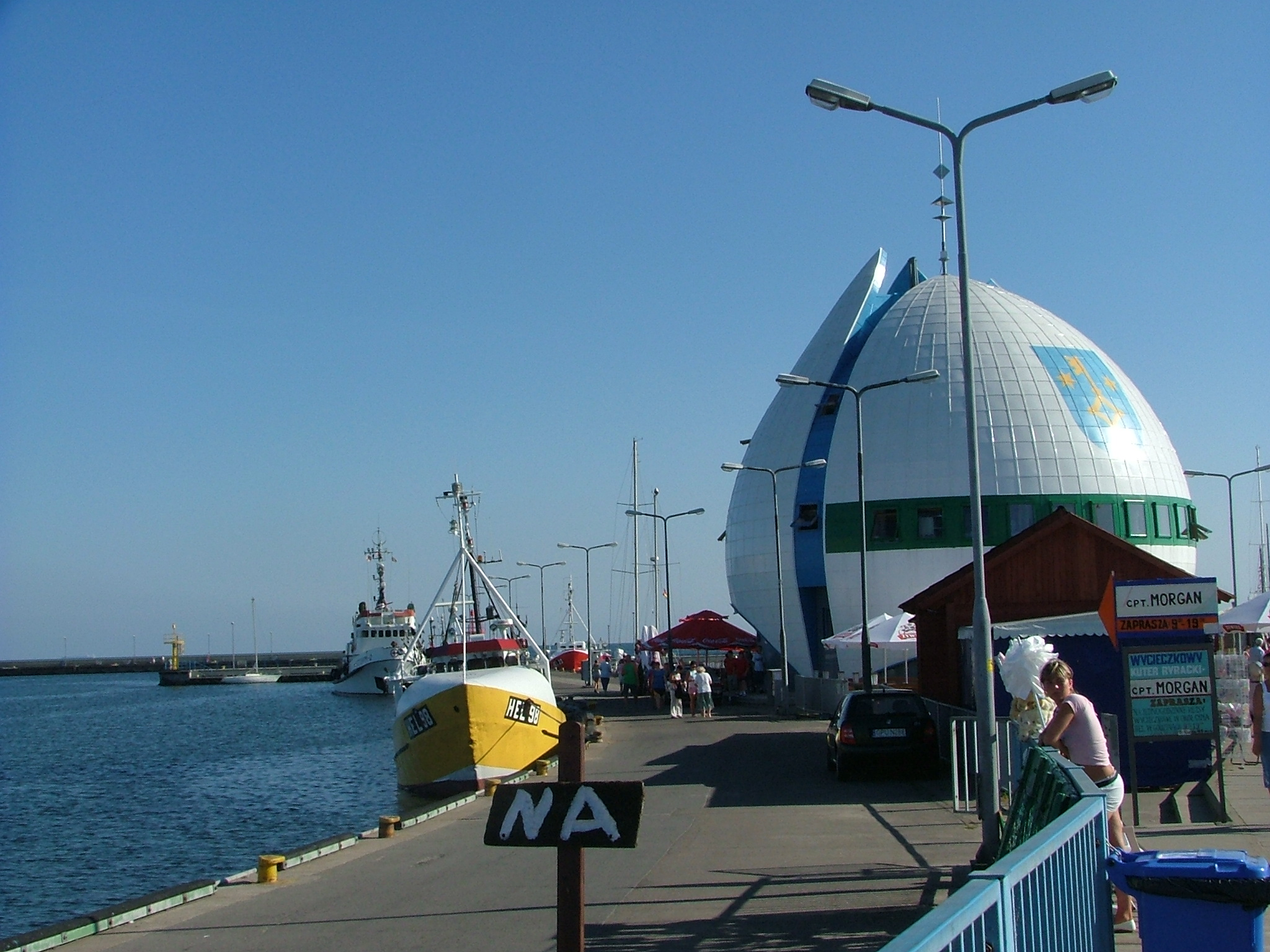
Widok na falochron zachodni i tzw. helskie jajo (punkt informacji turystycznej)

Granice portu cywilnego w Helu zostały określone ostatnio w 2014 r.. Infrastrukturą portową administruje Urząd Morski w Gdyni, a podmiotem zarządzającym jest spółka Skarbu Państwa – Zarząd Portu Morskiego Hel „Koga”.
Port posiada 2 falochrony zewnętrzne: Zachodni o długości 615 m i Południowy o długości 180 m. Na główkach falochronów znajdują się stałe światła wejściowe zielone i czerwone.
Wejście do portu usytuowane jest od strony Zatoki Puckiej. Port w Helu posiada baseny portowe, powstałe w wyniku podzielenia akwatorium pirsami. Port Hel stanowią 3 akweny: basen wejściowy (awanport) (o powierzchni 6,1599 ha), basen Rybacki (2,4175 ha) oraz basen Jachtowy (0,9750 ha).
Od północno-zachodniego falochronu o łukowatych kształcie odchodzi pirs Rybacki, który oddziela basen Rybacki przy wschodniej części od basenu Jachtowego. Od wschodniej strony lądu odchodzi betonowy pirs Kaszubski, który nie domyka basenu Rybackiego a pozostawia wejście o szerokości 82 m. W Basenie Jachtowym zainstalowano pomosty pływające dla jednostek sportowych.
Głębokość basenu Rybackiego waha się od 4 do 5 m, natomiast w pozostałej części portu głębokość waha się od 5 do 8 m. 
Od zachodniego falochronu w środkowej części portu odchodzi pirs Wewnętrzny, który wydziela przystań pasażerską w zewnętrznym basenie portowym.
Łącznie w porcie znajduje się 1630 m nabrzeży a głębokość w porcie waha się od 4 do 8 m. W 2006 roku oddano do użytku usytuowany w porcie punkt informacji turystycznej, który dzięki swojej nietypowej budowie stał charakterystycznym punktem miasta.
Kutry miejscowych rybaków pływają z sygnaturą HEL na burcie.

## Historia
Pierwsze kotwicowisko dla rybaków na Helu zbudowano w 1883 roku na przybrzeżnej mieliźnie o szerokości ok. 350 m. W latach 1892–1898 kotwicowisko zostało rozbudowane w port o powierzchni 3 ha i głębokości 2,5 m. Zachodni falochron o łukowatym kształcie i długości ok. 320 m został zbudowany na bazie podwójnej drewnianej palisady, którą wypełniono wewnątrz kamieniami, na podkładce z faszyny. Następnie dobudowano do lądu wschodnie molo o długości 120 m. 
W 1921 roku drewnianą konstrukcję częściowo wymieniono na betonową. W 1921 roku w porcie na Helu było zarejestrowanych 180 rybaków, a także 42 kutry motorowe i 175 rybackich łodzi żaglowo-motorowych. W 1922 roku Hel połączono linią kolejową z Puckiem. W 1923 roku zmodernizowano port zastępując drewniane elementy konstrukcji solidną betonową nadbudową, a także przedłużając zachodni falochron. W 1928 roku zostały rozpoczęte prace przygotowawcze do budowy portu dla Marynarki Wojennej, który od początku dysponował betonowymi nabrzeżami oraz głębszym basenem portowym.
Od 1928 do wybuchu wojny w porcie stacjonowały jednostki wówczas właśnie utworzonej Flotylli Straży Granicznej, strzegącej morskiej granicy państwa. 
Pierwsze granice portu cywilnego w Helu zostały określone w 1957 r. przez Ministra Żeglugi.